# Veronika Kudermetova
Veronika Eduardovna Kudermetova (nascida em 24 de abril de 1997) é uma tenista profissional russa. Ela tem como melhores rankings da carreira, o 9º lugar em simples, atingido em 24 de outubro de 2022, e o 2º em duplas, conquistado em 6 de junho de 2022.
Em 2019, Kudermetova conquistou o primeiro título de duplas no WTA Tour, em Wuhan, em parceria com Duan Yingying. Em 2021, foi a vez do seu primeiro título de simples, em Charleston sobre Danka Kovinić. Ela estreou em chaves principais desse nível em torneios de duplas na Kremlin Cup de 2014, em parceria com Evgeniya Rodina; e em torneios de simples em 2018, no Porsche Tennis Grand Prix em Stuttgart.
Em relação aos grandes torneios, ela chegou a uma final de torneio Grand Slam em dupla com Elena Vesnina, no Torneio de Wimbledon de 2021; e conquistou o WTA Finals de 2022 com Elise Mertens.
Na Copa Billie Jean Cup, fez parte da equipe russa campeã de 2020–21.

## Vida pessoal
Kudermetova é filha de Eduard Kudermetov, um campeão nacional russo de hóquei no gelo. Ela começou a jogar tênis aos oito anos. Sua irmã mais nova, Polina Kudermetova (nascida em 2003), também é tenista.
Kudermetova é casada com o treinador de tênis e ex-jogador Sergei Demekhine. Começaram a namorar em 2015, apesar de Demekhine ter voltado a ser seu treinador desde 2012, sobre o que Kudermetova comentou em 2020: “Aos 16 anos eu só gostava dele mas nem pensava em mais nada. Provavelmente, é minha educação que afetou. Tais pensamentos eram inaceitáveis para mim".

## Destaques na carreira

### 2013–2015
Em 2013, em parceria com Evgeniya Rodina, Kudermetova venceu seu primeiro torneio de $ 50.000 na Kazan Summer Cup, derrotando Alexandra Artamonova e Martina Borecká na final. Lá, ela também chegou às semifinais de simples como "wild card".
Em 2014, Kudermetova alcançou finais consecutivas de US$ 10.000 em Antalya no início do ano e, após várias atuações fortes, ela quebrou o top 500 do mundo pela primeira vez em sua carreira, chgando à posição Nº 316 ao final do ano. Jogando em seu primeiro torneio de US$ 100.000 na President's Cup, ela chegou às quartas de final antes de cair para a eventual campeã, Vitalia Diatchenko.
Ela terminou o ano de 2014 com um recorde de 44-20 vitórias/derrotas, conquistando seu primeiro título da ITF no processo.

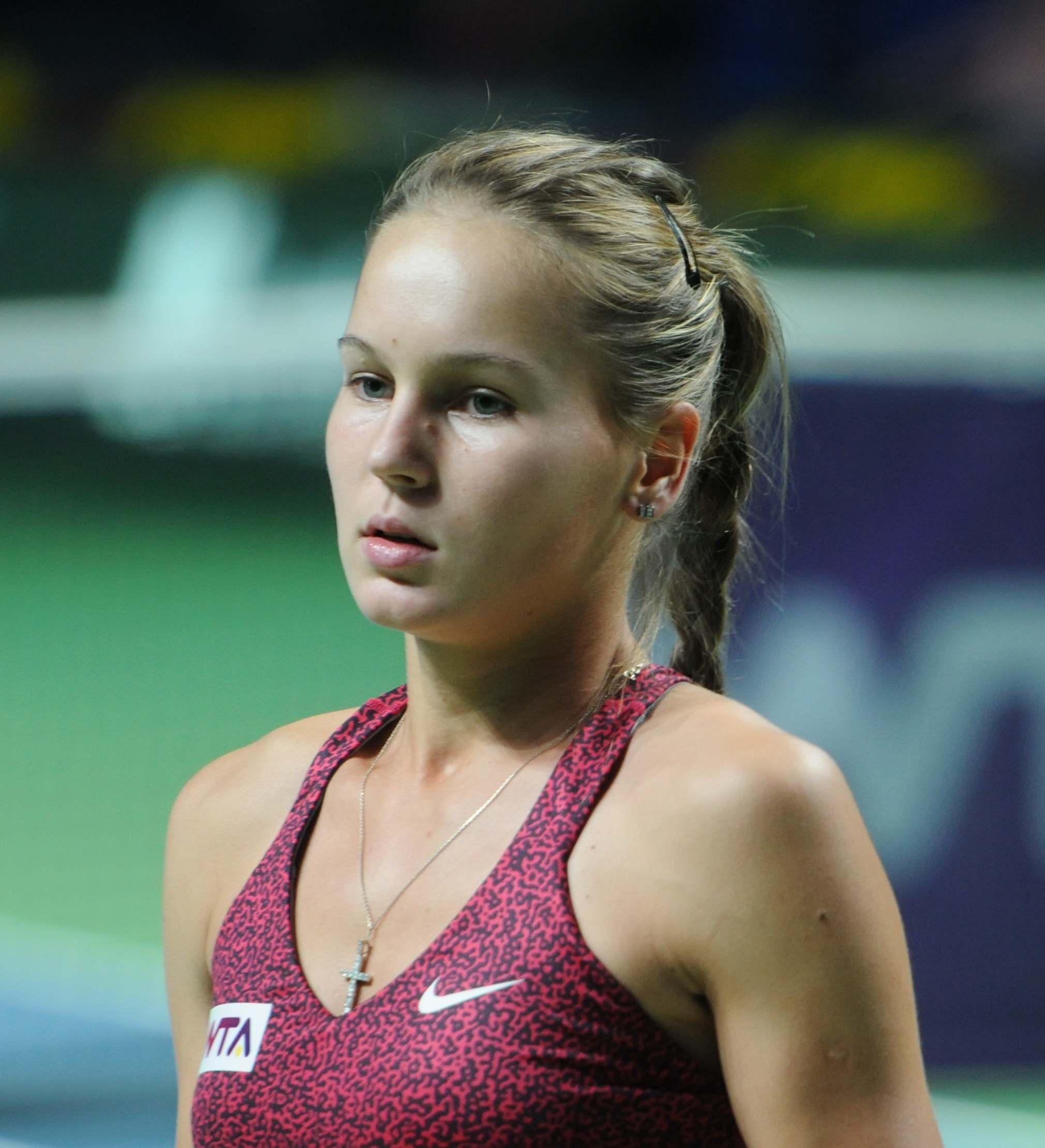
Kudermetova na Kremlin Cup, 2014.

A temporada de 2015 viu Kudermetova não conseguir ganhar um único título no Circuito ITF, já que ela teve um decepcionante recorde de 15-15 vitórias e derrotas com apenas uma final alcançada. Sua classificação no final do ano foi de Nº 392.

### 2016
Depois de um início sem brilho, Kudermetova fez sua primeira final do ano em Andijan em maio, depois de 4 vitórias consecutivas. Foi seguido por títulos consecutivos de US$ 25.000 em Imola e Astana, garantindo que ela entrasse no top 300 do mundo pela primeira vez. A quarta final da temporada em Telavi marcou sua ascensão contínua. Sua classificação logo possibilitou uma admissão direta na chave principal do Taipei Challenger, sua estreia em um torneio WTA 125. Ela venceu sua primeira partida contra Varatchaya Wongteanchai antes de perder no segundo turno.
No geral, ela teve um recorde de vitórias e derrotas de 36–22 em 2016, com um total de dois títulos do Circuito ITF. Sua classificação de final de ano melhorou em um total de 190 posições, terminando na 202ª posição.

### 2017
Sua estreia em torneios do Grand Slam veio no Australian Open, onde perdeu na primeira rodada da qualificatória em três sets para Sabina Sharipova. Tentando uma transição para o WTA Tour, ela jogou a qualificatória em vários eventos, mas não conseguiu chegar à chave principal em nenhum eles. Kudermetova venceu sua primeira rodada de qualificatória no Aberto da França, mas perdeu na segunda. Ela alcançou sua primeira quartas de final em um WTA 125, no Taipei Challenger para encerrar o ano.
Kudermetova teve um recorde de 30-25 vitórias e derrotas no ano, não conseguindo chegar a nenhuma final, mas registrou mais participações no WTA Tour.

### 2018

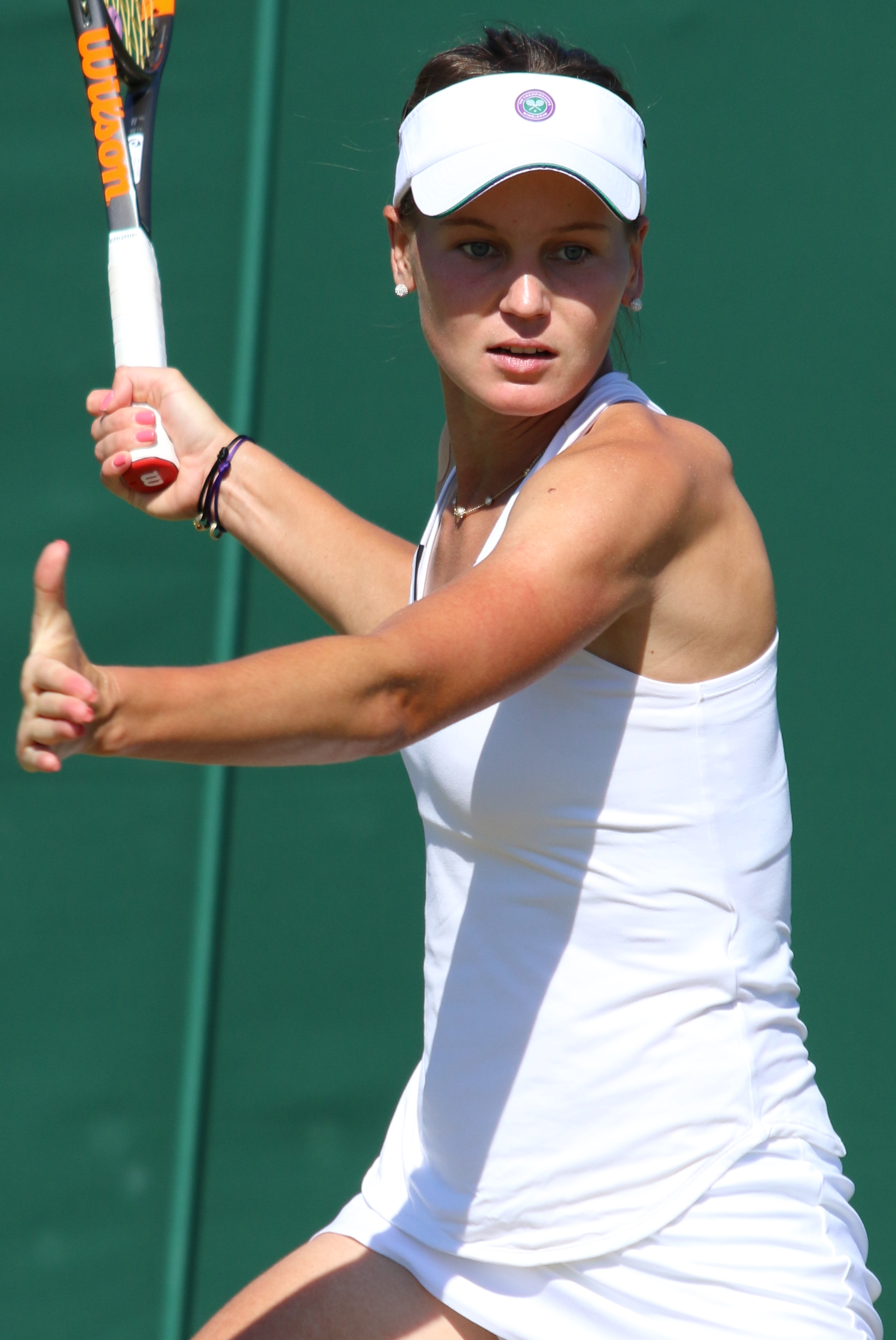
Kudermetova em Wimbledon, 2018.

Depois de começar o ano com um triunfo em um evento de US$ 25k no Keio Challenger, ela se classificou para seu primeiro evento WTA no Porsche Tennis Grand Prix, um torneio Premier. Aproveitando seu ímpeto, Kudermetova surpreendeu Carla Suárez Navarro, top 30, na primeira rodada, antes de apresentar um forte desempenho contra a eventual campeã e top ten Karolína Plíšková.
Ela chegou à fase final da qualificatória no Aberto da França pela primeira vez em sua carreira, onde caiu para Barbora Krejcíková. Outra grande vitória logo se seguiu quando ela venceu a defensora do título Anett Kontaveit na primeira rodada do Rosmalen Grass Court Championships. Além disso, ela surpreendeu Belinda Bencic em sua próxima partida, alcançando sua primeira quarta de final da WTA. Ela alcançou outra quarta de final da WTA no Ladies Championship Gstaad, onde derrotou Viktória Kužmová antes de cair para Eugenie Bouchard, em dois sets.
Ela teve um recorde de 30-22 vitórias e derrotas no ano, obtendo o primeiro sucesso no WTA Tour.

### 2019

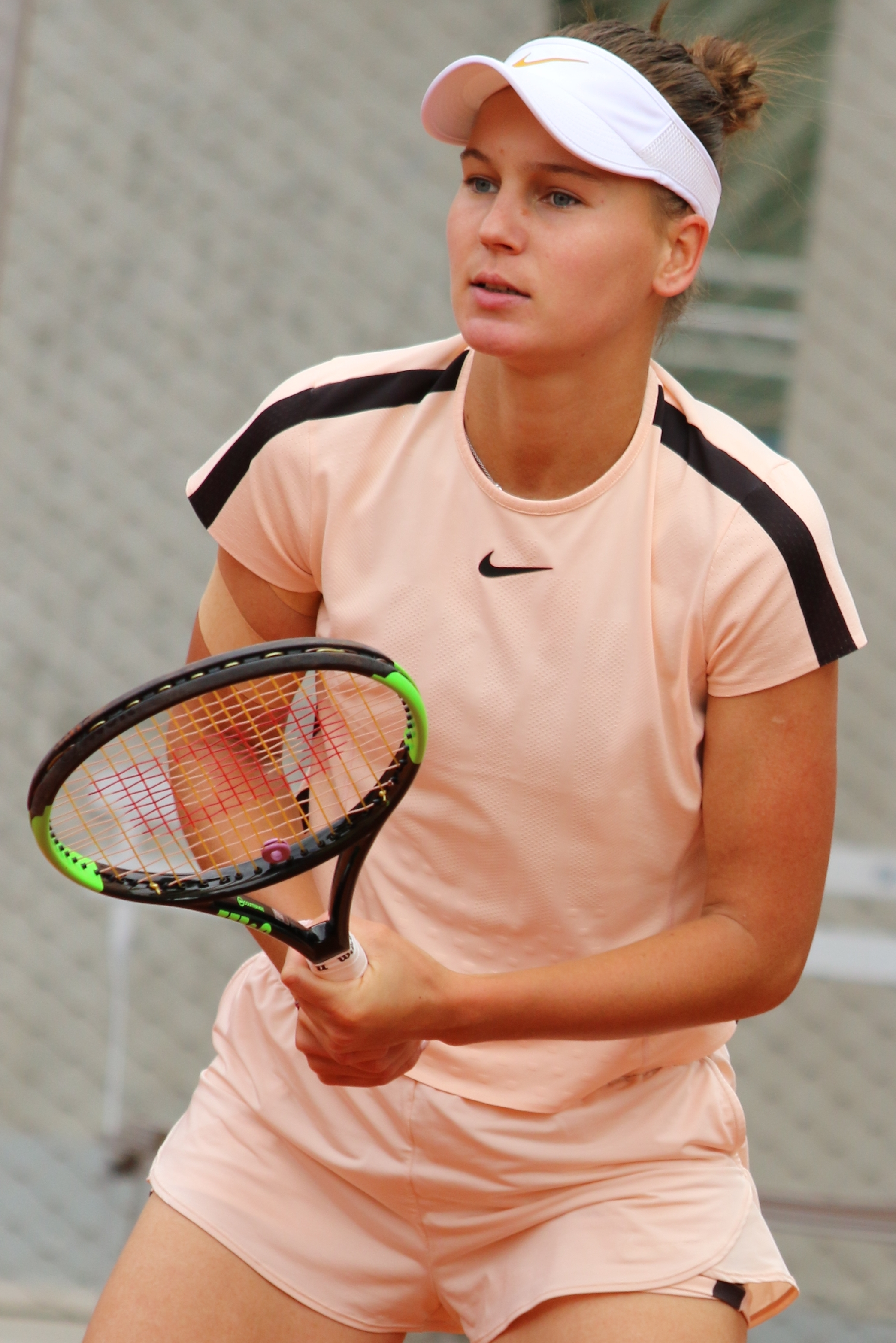
Kudermetova na Roland Garros, 2019.

Kudermetova começou o ano com uma campanha até às quartas de final no Shenzhen Open após se classificar para a chave principal, derrotando a compatriota mais bem ranqueada Anastasia Pavlyuchenkova no processo. Ela se classificou para a chave principal do Australian Open pela primeira vez em sua carreira, perdendo para Sofia Kenin na primeira rodada.
No evento WTA 125 em Guadalajara, Kudermetova foi eliminada, mas ainda conseguiu levantar o maior título de sua carreira ao derrotar Marie Bouzková por 6–2, 6–0 na final. As quartas de final consecutivas do WTA aconteceram no Ladies Open Lugano e no Tennis Championship Istanbul.
Sua primeira grande vitória na chave principal veio no Aberto da França, quando ela venceu Caroline Wozniacki, a 13ª cabeça-de-chave, na primeira rodada. Depois de vencer Zarina Diyas na segunda, Kudermetova foi derrotada pela veterana Kaia Kanepi na terceira rodada, apesar de ter vencido o primeiro set.
Em julho de 2019, ela chegou à segunda rodada em Wimbledon, onde foi derrotada por Wozniacki. Antes disso, Kudermetova se destacou em Rosmalen, chegando às semifinais, onde foi derrotada pela eventual campeã Alison Riske.
Em setembro, como a dupla 8ª cabeça-de-chave, ela e Duan Yingying conquistaram o título de duplas no Wuhan Open, derrotando as recém-coroadas campeãs do US Open Elise Mertens e Aryna Sabalenka na final. Foi a primeira vez que jogaram juntas e o primeiro título de duplas de Kudemetova. O que levou-a ao 24º lugar mundial em 30 de setembro de 2019 no ranking de duplas. Ela alcançou a terceira rodada na competição de simples, o que também a levou ao 42º lugar no ranking mundial de simples, o melhor de sua carreira até então. No torneio, Kudermetova venceu Belinda Bencic em sua primeira vitória entre as dez primeiras.
Em uma fantástica campanha asiática, Kudermetova chegou a duas semifinais no Japan Women's Open e no Tianjin Open, respectivamente. Para encerrar sua primeira temporada completa no WTA Tour, ela surpreendeu a número 4 do mundo, Elina Svitolina, na segunda rodada da Kremlin Cup e chegou às quartas de final, perdendo para Anastasia Pavlyuchenkova.
Um recorde de vitórias e derrotas de 48-26 permitiu à Kudermetova terminar o ano como nº 41 do mundo como a segunda russa mais bem classificada, atrás apenas de Pavlyuchenkova, tendo alcançado o recorde de sua carreira de nº 39 do mundo em simples em 10 de novembro de 2019 com três semifinais WTA e um título WTA 125. Ela terminou o ano em 25º lugar em duplas.

### 2020
Kudermetova começou o ano no Brisbane International. Ela perdeu na rodada final da qualificatória para Marie Bouzková. Como 5ª cabeça-de-chave no Hobart International, ela chegou às semifinais, onde foi derrotada pela quarta cabeça-de-chave Zhang Shuai. Com isso, voltou a alcançar o top 40 em simples, no dia 20 de janeiro de 2020. No Australian Open, perdeu na primeira rodada para Sara Sorribes Tormo. Apesar da derrota, ela alcançou um novo recorde na carreira de número 38 do mundo, em 3 de fevereiro de 2020.
Jogando pela Rússia na eliminatória da Fed Cup contra a Romênia, Kudermetova perdeu as duas disputas para Ana Bogdan e Jaqueline Cristian. Apesar dessas derrotas, a Rússia venceu a disputa por 3–2. Em São Petersburgo, ela foi derrotada na segunda rodada pela segunda cabeça de chave, defensora do título e eventual campeã, Kiki Bertens. Passando pela qualificatória no Dubai Tennis Championships, ela perdeu na segunda rodada para a nona cabeça-de-chave Garbiñe Muguruza. No Qatar Open, ela foi derrotada na segunda rodada pela quarta cabeça-de-chave Belinda Bencic. A WTA cancelou os torneios de março a julho devido à pandemia de COVID-19.
Quando a WTA retomou os torneios em agosto, Kudermetova competiu no Aberto de Praga. Como 8ª cabeça-de-chave, ela perdeu na primeira rodada para Eugenie Bouchard. No Western & Southern Open, ela surpreendeu a cabeça-de-chave e campeã de 2016, Karolína Plíšková, na segunda rodada. Ela foi derrotada na terceira rodada pela 14ª cabeça-de-chave Elise Mertens. Como 29ª cabeça-de-chave no US Open, ela perdeu na primeira rodada para Iga Swiatek. Em duplas, ela fez parceria com a compatriota Anna Blinkova; ambas chegaram às semifinais de um Grand Slam pela primeira vez em suas carreiras, onde perderam para Laura Siegemund e Vera Zvonareva. Após essa campanha, ela alcançou o recorde de sua carreira em duplas, ocupando o 22º lugar no mundo em 14 de setembro de 2020.
Jogando em Roma, Kudermetova foi derrotado na primeira rodada por Barbora Strýcová. No Aberto da França, ela perdeu na segunda rodada para a 13ª cabeça-de-chave Petra Martic.
Vinda da qualificatória na primeira edição do Ostrava Open, Kudermetova derrotou a segunda cabeça-de-chave Karolína Plíšková na segunda rodada. Nas quartas de final, ela foi derrotada por Jennifer Brady. Seu último torneio da temporada foi o Upper Austria Ladies Linz. Como 5ª cabeça-de-chave, ela chegou às quartas de final, onde perdeu para a segunda cabeça de chave e eventual finalista, Elise Mertens.
Kudermetova terminou o ano em 46º lugar em simples e 24º em duplas.

### 2021

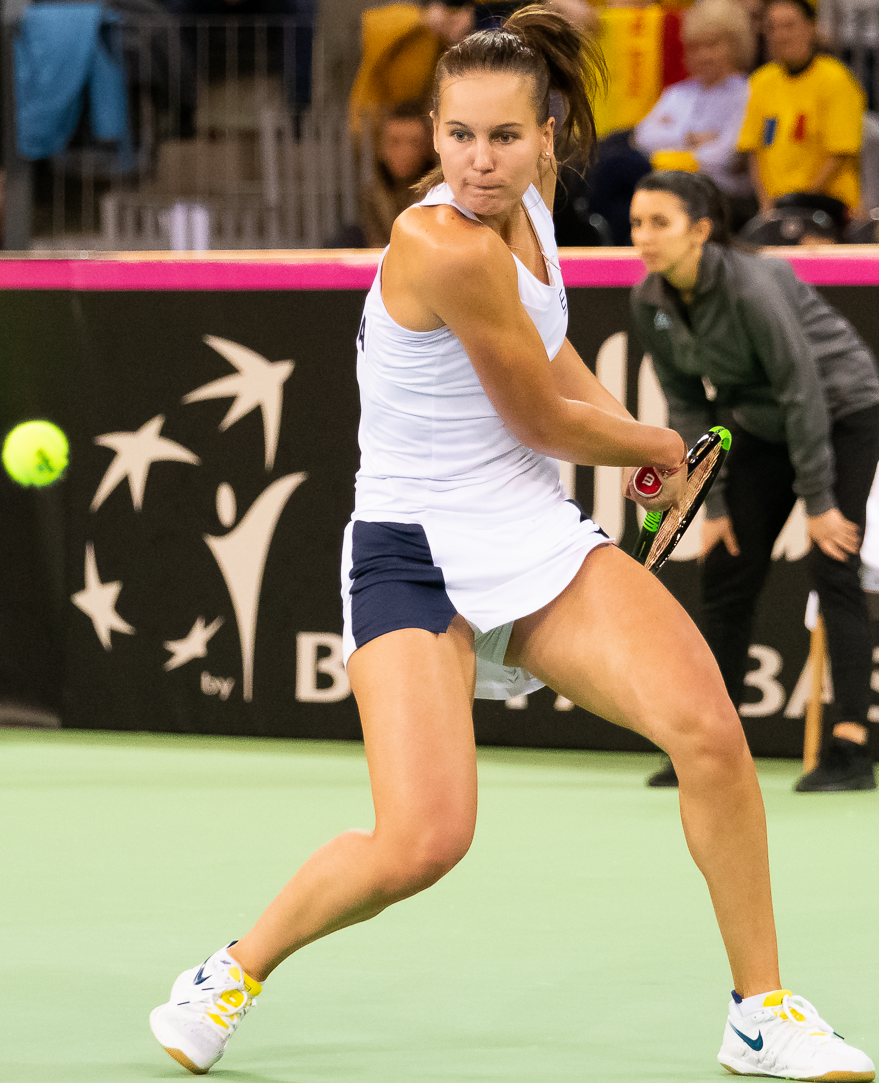
Kudermetova na Fed Cup, 2021.

Kudermetova começou 2021 na primeira edição do Abu Dhabi Open. Ela surpreendeu a segunda cabeça de chave Elina Svitolina nas quartas de final e derrotou Marta Kostyuk nas semifinais. Ela perdeu na final para a quarta cabeça-de-chave Aryna Sabalenka de forma convincente, mas entrou no top 40 pela primeira vez em sua carreira. Na primeira edição do Grampians Trophy, ela foi derrotada na segunda rodada por Ann Li. Como 32ª cabeça-de-chave no Australian Open, ela perdeu na terceira rodada para a segunda cabeça-de-chave Simona Halep, depois de obter suas primeiras vitórias na chave principal em Melbourne. Em Adelaide, ela foi derrotada na primeira rodada por Shelby Rogers.
No Qatar Ladies Open, Kudermetova perdeu na primeira rodada para a eventual finalista Garbiñe Muguruza. Em Dubai, ela foi derrotada na segunda rodada pela sexta cabeça-de-chave e campeã de 2019, Belinda Bencic. Como 2ª cabeça-de-chave em São Petersburgo, ela chegou às quartas de final perdendo para a oitava cabeça de chave e eventual campeã, Daria Kasatkina. Como 32ª cabeça-de-chave no Miami Open, ela foi derrotada na terceira rodada pela sétima cabeça-de-chave Sabalenka mais uma vez, embora desta vez ela tenha conseguido um set point.
Como 15ª cabeça-de-chave no Charleston Open, Kudermetova conquistou seu primeiro título de simples WTA, derrotando Danka Kovinic na final. Derrotando nomes como Sloane Stephens e Paula Badosa, ela não perdeu mais de oito games em cada partida e conquistou o título sem perder um set. Ela entrou no top 30 com o recorde de sua carreira no 29º lugar em 12 de abril de 2021. Na semana seguinte, ela conquistou seu segundo título de duplas na Istambul Cup, ao lado de Elise Mertens, ao mesmo tempo em que alcançou as semifinais de simples, nas quais perdeu. para Mertens.
Kudermetova chegou à terceira rodada do Madrid Open com uma vitória entre as dez primeiras sobre a defensora do título Kiki Bertens, em dois sets. No entanto, apesar de uma partida apertada, ela acabou perdendo para Petra Kvitová. No Aberto da Itália, Kudermetova derrotou Mertens na primeira rodada, mas caiu para a número 1 do mundo da época, Ashleigh Barty, na terceira rodada.
Ela entrou no Aberto da França como um dos "azarões", e teve uma vitória difícil na primeira rodada contra a ex-semifinalista Amanda Anisimova, em dois sets. No entanto, ela foi surpreendida por Katerina Siniaková na segunda rodada, apesar de ter liderado por 5–1 o set final.
Kudermetova começou sua temporada em quadra de grama no inaugural do Grass Court Championships Berlin, onde derrotou Karolína Muchová em uma partida de primeira rodada de alta qualidade. Ela foi derrotada pela compatriota Liudmila Samsonova na segunda rodada.
Em Wimbledon, ela foi derrotada pela eventual quarta finalista Viktorija Golubic por 11–9 no set final, na primeira rodada. Em duplas, ela fez parceria com Elena Vesnina e, apesar de não ser cabeça-de-chave, elas eliminaram as cabeças-de-chave e as defensoras do título do Aberto da França e cabeças-de-chave Barbora Krejcíková / Katerina Siniaková e Caroline Dolehide / Storm Sanders a caminho da final, salvando match points em ambas as partidas. Elas também já haviam derrotado a dupla Coco Gauff e Caty McNally, jogando sob as luzes da quadra central. Elas perderam para as ex-jogadoras de duplas número um e terceiro par cabeça-de-chave, Hsieh Su-wei e Elise Mertens, em uma partida apertada de três sets, apesar de terem tido dois match points. Com esta campanha de sucesso, ela entrou no top 20 em duplas em um ponto alto da carreira no 16º lugar do mundo em 12 de julho de 2021.
Nas Olimpíadas de Tóquio, Kudermetova representou o Comitê Olímpico Russo em simples e duplas femininas pela primeira vez em sua carreira. Em simples, ela perdeu na primeira rodada para a sétima cabeça-de-chave Garbiñe Muguruza em uma partida muito acirrada. Em duplas, ela voltou a fazer parceria com Vesnina. A dupla perdeu na semifinal para as eventuais medalhistas de ouro, Krejcíková e Siniaková da República Tcheca. Na disputa pela medalha de bronze, Vesnina e Kudermetova foram derrotadas pelas brasileiras Laura Pigossi e Luisa Stefani, apesar de terem tido quatro match points consecutivos em 9–5 no super-tiebreak.
Kudermetova quebrou uma sequência de quatro derrotas consecutivas em simples contra Yulia Putintseva no Aberto do Canadá, vindo de 0–3 abaixo no set final para prevalecer. Fazendo parceria com Elena Rybakina pela primeira vez, elas chegaram à semifinal de duplas depois de perder apenas 14 games no processo.
No US Open, Kudermetova sofreu outra eliminação na primeira rodada nas mãos de Sorana Cîrstea, uma das jogadoras não cabeças-de-chave com melhor classificação na chave. Ela perdeu na terceira rodada de duplas ao lado de Bethanie Mattek-Sands. A russa conquistou vitórias consecutivas em simples pela primeira vez desde maio no Chicago Fall Tennis Classic, derrotando Anna Kalinskaya na primeira rodada e Harriet Dart na segunda. Ela perdeu para Rybakina na terceira rodada.
Kudermetova chegou à terceira rodada do Indian Wells Open pela primeira vez em sua carreira depois de derrotar Samsonova, mas conseguiu vencer apenas um jogo contra Iga Swiatek. No entanto, ela alcançou o sucesso em duplas ao lado de Rybakina ao derrotar a dupla 4ª cabeça-de-chave Alexa Guarachi e Desirae Krawczyk por 10-0 no super-tiebreak, e Lyudmyla Kichenok e Jelena Ostapenko para chegar à final. Elas perderam para a dupla 2ª cabeça-de-chave Hsieh Su-wei e Elise Mertens na final.

### 2022
Kudermetova começou sua temporada no Melbourne Summer Set 1, chegando à final de simples, mas perdeu para Simona Halep, em dois sets. Como 3ª cabeça-de-chave em duplas no Australian Open, ela chegou às semifinais com a nova parceira Elise Mertens, onde perderam para as campeãs Barbora Krejčíková e Kateřina Siniaková. Como resultado, ela fez sua estreia entre as dez primeiras em duplas na 9ª posição, em 31 de janeiro de 2022. Ela alcançou a terceira rodada em simples, caindo para Maria Sakkari apesar de ter tido uma vantagem inicial.
Em Dubai, Kudermetova conquistou sua primeira vitória entre as 20 primeiras desde maio de 2021 sobre Victoria Azarenka na primeira rodada. Ela então conquistou sua primeira vitória sobre a quarta cabeça-de-chave Garbiñe Muguruza em quatro tentativas, vinda de uma derrota para vencer a espanhola. Kudermetova venceu Jil Teichmann para chegar à sua primeira semifinal WTA 500 desde seu triunfo em Charleston, e recebeu um "walkover" para a final depois que sua oponente agendada, Markéta Vondroušová, se retirou do torneio. Ela perdeu a final para Jeļena Ostapenko, em dois sets, mas alcançou um novo recorde na carreira entre as 25 primeiras do ranking WTA. No mesmo torneio, ela conquistou o título de duplas, ao lado de Mertens, contra Ostapenko e Lyudmyla Kichenok. Elas também chegaram à final do WTA 1000 Qatar Ladies Open, com Kudermetova subindo para a posição mais alta de sua carreira, ocupando a 6ª posição em duplas após o torneio.
Ela alcançou sua primeira quartas de final de simples no WTA 1000 em Indian Wells, derrotando a ex-número 1 do mundo, Naomi Osaka, em dois sets, e Markéta Vondroušová após quase três horas de ação. No entanto, ela perdeu para a defensora do título Paula Badosa nas quartas de final, sua primeira derrota para a espanhola em quatro confrontos. Em duplas, Kudermetova e Mertens foram derrotados na primeira rodada por Eri Hozumi e Makoto Ninomiya.
Kudermetova alcançou mais duas finais do WTA 1000 em duplas no Miami Open, em parceria com Mertens e no Aberto da Itália, em parceria com Anastasia Pavlyuchenkova, onde conquistou seu primeiro título do WTA 1000 derrotando as campeãs de Madrid Gabriela Dabrowski e Giuliana Olmos.
No Aberto da França, ela alcançou a quartas de final em um torneio Major em simples pela primeira vez em sua carreira, depois que Paula Badosa se retirou da partida na terceira rodada e uma vitória contra Madison Keys em três sets, na quarta. Ela também chegou à terceira rodada em duplas com Mertens. Como resultado, ela alcançou um novo recorde na carreira de número 2 do mundo em duplas após a conclusão do torneio em 6 de junho de 2022.
No Silicon Valley Classic, Kudermetova chegou às semifinais ao derrotar Ons Jabeur em dois sets. No US Open, ela enfrentou Ons Jabeur novamente na quarta rodada, mas perdeu em dois sets.
No Pan Pacific Open, Kudermetova chegou às semifinais perdendo para Zheng Qinwen em três sets. Como 2ª cabeça-de-chave no Jasmin Open, ela perdeu para Alizé Cornet nas semifinais. Ao ficar de "bye" na primeira rodada em Guadalajara, ela derrotou Donna Vekić na segunda e Jelena Ostapenko terceira, ambas em dois sets. Nas quartas de final, ela caiu para Maria Sakkari em uma partida disputada de três sets, que também foi uma partida válida como classificatória para o WTA Finals de 2022. Apesar do resultado, ela fez sua estreia entre as 10 primeiras no ranking WTA no 9º lugar mundial em simples, em 24 de outubro de 2022. No entanto, ela se classificou para o WTA Finals em duplas com Mertens em 13 de outubro de 2022 pela primeira vez em sua carreira.
Em Fort Worth, Kudermetova junto com Mertens chegaram à final de duplas, terminando a fase de round robin em 3 a 0 e vencendo Desirae Krawczyk / Demi Schuurs nas semifinais. Na final, elas se recuperaram de uma desvantagem de 2 a 7 no desempate para superar as defensoras do título e seis vezes campeãs de Grand Slam, Barbora Krejčíková e Kateřina Siniaková, e ganhar seu terceiro título de duplas juntas.
Kudermetova encerrou a melhor temporada de sua carreira ao terminar o ano em 9º lugar em simples e 2º em duplas.

### 2023
Veronika Kudermetova começou a temporada no Adelaide International 1, como 4ª cabeça-de-chave. Em seu primeiro torneio como uma das 10 melhores jogadoras do mundo, ela derrotou Amanda Anisimova e Bianca Andreescu nas duas primeiras rodadas, respectivamente. No entanto, ela foi derrotada nas quartas de final por Irina Camelia Begu em dois sets. Ela continuou em boa forma no evento Adelaide 2, quando derrotou Victoria Azarenka e Danielle Collins em três sets, salvando cinco match points contra a última, para chegar às semifinais. Depois de se retirar das semifinais do Adelaide 2, Kudermetova foi surpreendentemente eliminada na segunda rodada do Australian Open pela vinda da qualificatória  Katie Volynets, em três sets.
Kudermetova chegou às quartas de final do Abu Dhabi Open depois de derrotar a ex-parceira de duplas Elise Mertens. A consistência continuou a se refletir em seus resultados ao chegar às quatro últimas no Qatar Total Open, vencendo Barbora Krejčíková em 3 horas e conquistando sua primeira vitória no Top 10 do ano contra Coco Gauff. No entanto, ela perdeu para a número 1 do mundo Iga Świątek, vencendo apenas um game na semifinal.
Em duplas, Kudermetova fez parceria com Liudmila Samsonova para a temporada de 2023. Elas perderam na primeira rodada em Adelaide e caíram para a dupla cabeça-de-chave No 4 Storm Sanders e Elise Mertens na segunda rodada do Australian Open. No entanto, elas conquistaram seu primeiro título juntas no Dubai Tennis Championships, defendendo seu título de 2022. Em Indian Wells, ficou na segunda rodada e em Miami, não passou da primeira.
Kudermetova iniciou sua temporada nas quadras de saibro no Charleston Open perdendo na primeira rodada, o mesmo acontecu em Stuttgart. Já no Madrid Open, teve um excelente desempenho, vencendo todos os seus quatro jogos em três sets até chegar à semifinal, quando perdeu para a eventual campeã Iga Świątek em sets diretos. No Internazionali d'Italia teve um desempenho semelhante, perdendo na semifinal para Anhelina Kalinina em três sets. No Aberto da França, não passou da primeira rodada.
Kudermetova iniciou sua temporada nas quadras de grama no Libéma Open, no qual chegou à final onde perdeu no "tiebreak" do terceiro set para Ekaterina Alexandrova. Em seguida, chegou às quartas de final do Aberto da Alemanha, mas precisou desistir de jogar a partida contra Ekaterina Alexandrova. Em Wimbledon ela não passou da segunda rodada.
De volta às quadras duras na América do norte, Kudermetova teve uma campanha bem discreta, ficando na primeira rodada em Cincinnati, na segunda em Cleveland e no US Open também ficou na primeira rodada, o mesmo acontecendo em San Diego e em Guadalajara, ficou na segunda rodada.
Kudermetova voltou a ter um bom desempenho na temporada asiática, conquistando o Pan Pacific Open, seu segundo título WTA da carreira, vencendo a segunda cabeça de chave Jessica Pegula em sets diretos na final. Devido à esse bom desempenho, ela ficou de "bye" na primeira rodada do torneio seguinte, o Aberto da China. Em sua primeira partida, ela venceu Lesia Tsurenko em três sets, mas na rodada seguinte perdeu para Coco Gauff em dois sets. Na chave de duplas, em parceria com Beatriz Haddad Maia, ela teve um melhor desempenho. Elas venceram a dupla Anna Danilina / Alexandra Panova na primeira rodada, a dupla Nadiia Kichenok / Monica Niculescu na segunda, mas nas quartas de final, perderam para a dupla Magda Linette / Peyton Stearns em jogo disputado de três sets.

### 2024
Kudermetova teve um início de temporada discreto. Participou do Brisbane International como "cabeça de chave" N° 6, vencendo Anna Karolína Schmiedlová na estreia em sets diretos e perdendo na segunda rodada para Anastasia Potapova em jogo de três sets. Logo depois, participou do Adelaide International como "cabeça de chave" N° 8, vencendo  Ashlyn Krueger na estreia em sets diretos e perdendo na segunda rodada para Ekaterina Alexandrova também em sets diretos. Depois disso, partiu para o Australian Open, no qual como "cabeça de chave" N° 15, perdeu na primeira rodada para Viktorija Golubic em jogo de três sets.
Prosseguindo sua campanha em quadras duras, agora no Oriente Médio, Kudermetova participou do Abu Dhabi Open, onde, como "cabeça de chave" N° 9 perdeu para a vinda da qualificatória Heather Watson na primeira rodada em sets diretos. Em Doha, ficou na primeira rodada, e em Dubai na segunda. No giro americano, também ficou na segunda rodada em Indian Wells e na primeira em Miami.
Kudermetova iniciou a temporada em quadras de saibro no Charleston Open, no qual chegou às quartas de final, onde perdeu para a cabeça de chave N° 3 Maria Sakkari em sets diretos. Em seguida, participou do Porsche Tennis Grand Prix. Na chave de simples, venceu Barbora Krejcikova na primeira rodada em jogo de três sets, mas perdeu na segunda para a "cabeça de chave" N° 4 e eventual campeã, Elena Rybakina em novo jogo de três sets. Já na chave de duplas, com a parceira Chan Hao-ching, foram campeãs, vencendo a dupla Ulrikke Eikeri [en] / Ingrid Neel [en] na final em mais um jogo de três sets. No Aberto de Madri, perdeu em seu jogo de estreia para María Lourdes Carlé [en] em sets diretos. Nas duplas, em parceria com Hao-Ching Chan, elas chegaram às oitavas de final, que perderam para a dupla eventualmente campeã de Cristina Bucsa e Sara Sorribes Tormo em sets diretos. Já no Aberto de Roma, ela perdeu seu jogo de estreia para Angelique Kerber em sets diretos. No Aberto da França, como cabeça de chave N° 29, perdeu na primeira rodada para Marie Bouzková em sets diretos.
Kudermetova começou a temporada em quadras de grama no Libéma Open, no qual, não passou da segunda rodada. Em seguida, tentou o Berlin Open, no qual passou pela qualificatória, e chegou até às oitavas de final, onde perdeu para a cabeça de chave N° 3, Elena Rybakina, em sets diretos. Ainda na Alemanha, participou do Bad Homburg Open, no qual venceu a vinda da qualificatória, Diane Parry, na primeira rodada em jogo de três sets, mas perdeu para a "wild card", Caroline Wozniacki na segunda em sets diretos. Em seguida, participou do Torneio de Wimbledon, no qual enfrentou a cabeça de chave N° 31, Barbora Krejčíková, na primeira rodada, jogo que perdeu em três sets muito equilibrados.

## Fed Cup / Billie Jean King Cup
Jogando pelo time da Rússia na Fed Cup, Kudermetova tem um recorde de vitórias e derrotas de 3-4. Ela fez sua estreia em fevereiro de 2014, perdendo para a australiana Samantha Stosur em dois sets na eliminatória do Grupo Mundial. Ela também foi indicada para representar seu país durante o Grupo Mundial II da Fed Cup de 2018, mas foi selecionada apenas para jogar uma partida de duplas ao lado de Anna Kalinskaya para cumprir tabela.
Agora conhecida como Billie Jean King Cup, Veronika foi escolhida como a segunda jogadora individual da Rússia na fase de qualificatória contra a Romênia por uma vaga nas finais. No entanto, ela foi derrotada por Ana Bogdan e Jaqueline Cristian, ambas de ranking inferior. No entanto, a Rússia ainda conseguiu triunfar por 3–2 na disputa e garantir sua vaga nas finais. Como a melhor jogadora de duplas e a terceira jogadora individual da Rússia, ela foi selecionada como parte da lista da Rússia para as finais em Praga. Nas finais, Kudermetova venceu todas as três partidas de duplas ao lado de Liudmila Samsonova, ajudando a Rússia a conquistar seu primeiro título desde 2008.

## Patrocínios
Kudermetova foi patrocinada pela Nike como júnior. Depois de usar roupas da Nike e Asics sem nenhum contrato pessoal com as marcas, Kudermetova passou a ser patrocinada pela Armani para roupas em 2020, tornando-se a embaixadora da marca "EA7".

## Estatísticas da carreira

### Quadros de linha de tempo
| V | F | SF | QF | #R | RR | Q# | P# | NQ | NP | Z# | PO | O | P | B | NTM | NTI | A | NO |

 •  (V) vencedor; (F) finalista; (SF) semifinalista; (QF) quartas de final; (#R) rodada 4, 3, 2, 1; (RR) round-robin; (Q#) rodada qualificatória;  (NQ) não qualificado; (NP) não participou;  (NO) não ocorreu; (TS) taxa de sucesso (eventos vencidos / participados); (V–P) jogos vencidos-perdidos.
 •  Para evitar confusões e contagem em duplicidade, esses quadros são atualizados após a conclusão de um torneio ou quando a participação de um jogador termina.

#### Simples
| Torneio           | 2017 | 2018 | 2019 | 2020 | 2021 | 2022 | 2023 | TS     | V–P   | % de Vitórias |
| ----------------- | ---- | ---- | ---- | ---- | ---- | ---- | ---- | ------ | ----- | ------------- |
| Australian Open   | Q1   | NP   | 1R   | 1R   | 3R   | 3R   | 2R   | 0 / 5  | 5–5   | 50%           |
| Aberto da França  | Q2   | Q3   | 3R   | 2R   | 2R   | QF   |      | 0 / 4  | 8–4   | 67%           |
| Wimbledon         | Q1   | Q2   | 2R   | NO   | 1R   | NP   |      | 0 / 2  | 1–2   | 33%           |
| US Open           | Q1   | Q2   | 1R   | 1R   | 1R   | 4R   |      | 0 / 4  | 3–4   | 43%           |
| Vencidos-Perdidos | 0–0  | 0–0  | 3–4  | 1–3  | 3–4  | 9–3  | 1-1  | 0 / 15 | 17–15 | 53%           |

#### Duplas
| Torneio           | 2016 | 2017 | 2018 | 2019 | 2020 | 2021 | 2022 | TS     | V–P   | % de Vitórias |
| ----------------- | ---- | ---- | ---- | ---- | ---- | ---- | ---- | ------ | ----- | ------------- |
| Australian Open   | NP   | 1R   | 2R   | 3R   | 1R   | SF   | 1R   | 0 / 6  | 7–6   | 58%           |
| Aberto da França  | 1R   | 1R   | 1R   | 3R   | 1R   | 3R   |      | 0 / 6  | 4–6   | 40%           |
| Wimbledon         | 2R   | 2R   | 1R   | NO   | F    | NP   |      | 0 / 4  | 7–4   | 64%           |
| US Open           | 1R   | 1R   | 1R   | SF   | 3R   | 2R   |      | 0 / 6  | 7–5   | 58%           |
| Vencidos-Perdidos | 1–3  | 1–4  | 1–4  | 8–3  | 7–4  | 7–2  | 0-1  | 0 / 22 | 26–21 | 55%           |

## Finais

### Circuito WTA

#### Simples: 5 (1 título, 4 vices)
| Status                   | V–D                      | Torneio                                                             | Categoria              | Adversária         | Resultado |
| Data                     | Data                     | Cidade/país                                                         | Piso                   | Adversária         | Resultado |
| ------------------------ | ------------------------ | ------------------------------------------------------------------- | ---------------------- | ------------------ | --------- |
| Vice (1–4) 24 abr 2022   | Vice (1–4) 24 abr 2022   | TEB BNP Paribas Tennis Championship Istanbul Istambul, Turquia      | WTA 250 saibro         | Anastasia Potapova | 3–6, 1–6  |
| Vice (1–3) 19 fev 2022   | Vice (1–3) 19 fev 2022   | Dubai Duty Free Tennis Championships Dubai, Emirados Árabes Unidos  | WTA 500 duro           | Jelena Ostapenko   | 0–6, 4–6  |
| Vice (1–2) 9 jan 2022    | Vice (1–2) 9 jan 2022    | Melbourne Summer Set 1 Melbourne, Austrália                         | WTA 250 duro           | Simona Halep       | 2–6, 3–6  |
| Campeã (1–1) 11 abr 2021 | Campeã (1–1) 11 abr 2021 | Charleston, Estados Unidos                                          | WTA 500 saibro (verde) | Danka Kovinic      | 6–4, 6–2  |
| Vice (0–1) 13 jan 2021   | Vice (0–1) 13 jan 2021   | Abu Dhabi WTA Women's Tennis Open Abu Dhabi, Emirados Árabes Unidos | WTA 500 duro           | Aryna Sabalenka    | 2–6, 2–6  |

#### Duplas: 12 (5 título, 7 vices)
| Status                | V–D                   | Torneio                                                            | Categoria                      | Parceira                 | Adversárias                           | Resultado         |
| Data                  | Data                  | Cidade/país                                                        | Piso                           | Parceira                 | Adversárias                           | Resultado         |
| --------------------- | --------------------- | ------------------------------------------------------------------ | ------------------------------ | ------------------------ | ------------------------------------- | ----------------- |
| Campeã (5–7) Nov 2022 | Campeã (5–7) Nov 2022 | WTA Finals Fort Worth Fort Worth, Estados Unidos                   | F. de temporada duro (coberto) | Elise Mertens            | Barbora Krejcíková Katerina Siniaková | 6–2, 4–6, [11–9]  |
| Vice (4–7) Jun 2022   | Vice (4–7) Jun 2022   | Libéma Open 's-Hertogenbosch, Países Baixos                        | WTA 250 grama                  | Elise Mertens            | Ellen Perez Tamara Zidanšek           | 3–6, 7–5, [10–12] |
| Campeã (4–6) Mai 2022 | Campeã (4–6) Mai 2022 | Internazionali BNL d'Italia Roma, Itália                           | WTA 1000 saibro                | Anastasia Pavlyuchenkova | Gabriela Dabrowski Giuliana Olmos     | 1–6, 6–4, [10–7]  |
| Vice (3–6) Abr 2022   | Vice (3–6) Abr 2022   | Miami Open Miami, Estados Unidos                                   | WTA 1000 duro                  | Elise Mertens            | Laura Siegemund Vera Zvonareva        | 36–7, 5–7         |
| Vice (3–5) Fev 2022   | Vice (3–5) Fev 2022   | Qatar TotalEnergies Open Doha, Catar                               | WTA 1000 duro                  | Elise Mertens            | Cori Gauff Jessica Pegula             | 6–3, 5–7, [10–5]  |
| Campeã (3–4) Fev 2022 | Campeã (3–4) Fev 2022 | Dubai Duty Free Tennis Championships Dubai, Emirados Árabes Unidos | WTA 500 duro                   | Elise Mertens            | Lyudmyla Kichenok Jelena Ostapenko    | 6–1, 6–3          |
| Vice (2–4) Out 2021   | Vice (2–4) Out 2021   | BNP Paribas Open Indian Wells, Estados Unidos                      | WTA 1000 duro                  | Elena Rybakina           | Hsieh Su-wei Elise Mertens            | 16–7, 3–6         |
| Vice (2–3) Jul 2021   | Vice (2–3) Jul 2021   | Torneio de Wimbledon Londres, Reino Unido                          | Grand Slam grama               | Elena Vesnina            | Hsieh Su-wei Elise Mertens            | 6–3, 5–7, 7–9     |
| Campeã (2–2) Abr 2021 | Campeã (2–2) Abr 2021 | TEB BNP Paribas Tennis Championship Istanbul Istambul, Turquia     | WTA 250 saibro                 | Elise Mertens            | Nao Hibino Makoto Ninomiya            | 6–1, 6–1          |
| Campeã (1–2) Set 2019 | Campeã (1–2) Set 2019 | Wuhan Open Wuhan, China                                            | WTA Premier 5 duro             | Duan Yingying            | Elise Mertens Aryna Sabalenka         | 7–63, 6–2         |
| Vice (0–2) Abr 2019   | Vice (0–2) Abr 2019   | Samsung Open Lugano, Suíça                                         | WTA International saibro       | Galina Voskoboeva        | Sorana Cîrstea Andreea Mitu           | 6–1, 2–6, [8–10]  |
| Vice (0–1) Abr 2019   | Vice (0–1) Abr 2019   | Volvo Car Open Charleston, Estados Unidos                          | WTA Premier saibro (verde)     | Irina Khromacheva        | Anna-Lena Grönefeld Alicja Rosolska   | 76–7, 2–6         |